# Elecciones provinciales de Catamarca de 1973
Las elecciones generales de la provincia de Catamarca de 1973 tuvieron lugar el con el objetivo de restaurar las instituciones constitucionales después de casi siete años del régimen de facto de la Revolución Argentina, dictadura militar imperante desde 1966, y después de dieciocho años de proscripción del Partido Justicialista. Al igual que a nivel nacional, el justicialismo triunfó en Catamarca por amplio margen, la fórmula Hugo Alberto Mott-Raúl Sabagh fue elegida con el 52,36% de los votos contra el 20,08% del Movimiento Popular Catamarqueño que proponía como candidato al Dr. José Guido Jalil y 18,22% de la Unión Cívica Radical,que llevaba como candidato al Dr. Osmar Jacinto Saldaño, sin que se dieran las condiciones para realizar un balotaje. Mott asumió el cargo el 25 de mayo de 1973. La Cámara de Senadores estuvo integrada por 11 bancas del Justicialismo, 3 del Movimiento Popular Catamarqueño y 2 por la Unión Cívica Radical, mientras que la Cámara de Diputados las bancas de distribuyeron 14 para el Partido Justicialista 5 Movimiento Popular Catamarqueño y 5 para la Unión Cívica Radical.

## Resultados

### Gobernador y Vicegobernador
| Fórmula                            | Fórmula                            | Partido                            | Partido                            | Votos   | %     |
| Gobernador                         | Vicegobernador                     | Partido                            | Partido                            | Votos   | %     |
| ---------------------------------- | ---------------------------------- | ---------------------------------- | ---------------------------------- | ------- | ----- |
| Hugo Alberto Mott                  | Raúl Sabagh                        |                                    | Partido Justicialista              | 44.138  | 52,36 |
| Jose Guido Jalil                   | Pablo Rojano                       |                                    | Movimiento Popular Catamarqueño    | 16.922  | 20,08 |
| Osmar Jacinto Saldaño              | Luis Parra                         |                                    | Unión Cívica Radical               | 15.360  | 18,22 |
|                                    |                                    |                                    | Frente de Liberación               | 2.719   | 3,23  |
|                                    |                                    |                                    | Partido Demócrata                  | 1.810   | 2,15  |
|                                    |                                    |                                    | Alianza Popular Revolucionaria     | 1.290   | 1,53  |
|                                    |                                    |                                    | Nueva Fuerza                       | 1.132   | 1,34  |
|                                    |                                    |                                    | Frente de Izquierda Popular        | 586     | 0,70  |
|                                    |                                    |                                    | Partido Socialista                 | 335     | 0,40  |
|                                    |                                    |                                    |                                    |         |       |
| Votos válidos                      | Votos válidos                      | Votos válidos                      | Votos válidos                      | 84.292  | 96,76 |
| Votos en blanco                    | Votos en blanco                    | Votos en blanco                    | Votos en blanco                    | 2.710   | 3,11  |
| Votos anulados                     | Votos anulados                     | Votos anulados                     | Votos anulados                     | 116     | 0,13  |
| Total de votos                     | Total de votos                     | Total de votos                     | Total de votos                     | 87.118  | 100   |
| Votantes registrados/participación | Votantes registrados/participación | Votantes registrados/participación | Votantes registrados/participación | 106.317 | 81.94 |
| Fuente:                            |                                    |                                    |                                    |         |       |

### Cámara de Diputados
| Partido                            | Partido                            | Votos   | %     | Bancas | Electos |
| ---------------------------------- | ---------------------------------- | ------- | ----- | ------ | --- |
|                                    | Partido Justicialista              | 44.113  | 53,00 | 14/24  | Ver electos: - Carlos Alfredo de la Barrera - Roque Acosta - Ruth Raquel Reydó de Barros - Sebastien Alejandro Corpacci - René Armando Claveríe - Einar Alaniz - Raúl Patricio Scolamieri - Tulio Antonio Juan Canil - Néstor Santos - Felix Horacio García - Saturnino Rolando Romero - Oscar Tomes Vera - Juan Javier Córdoba - Alfredo Daniel Quintar |
|                                    | Movimiento Popular Catamarqueño    | 15.754  | 18,93 | 5/24   | Ver electos: - Hipólito Pelagio Buenader - Rodolfo Tercero Burgos - Mana Rómula Martínez - Alfredo Adip Beddur - Víctor Rosendo Castro |
|                                    | Unión Cívica Radical               | 15.249  | 18,32 | 5/24   | Ver electos: - Arnaldo José Santiago del Pino - José Félix Faciano - Nilda Dolores Suárez - Yamil Horacio Fadel - Juan Carlos Ramos |
|                                    | Frente de Liberación               | 2.452   | 2,95  |        | |
|                                    | Partido Demócrata                  | 2.209   | 2,65  |        | |
|                                    | Alianza Popular Revolucionaria     | 1.414   | 1,70  |        | |
|                                    | Nueva Fuerza                       | 1.099   | 1,32  |        | |
|                                    | Frente de Izquierda Popular        | 577     | 0,69  |        | |
|                                    | Partido Socialista                 | 365     | 0,44  |        | |
|                                    |                                    |         |       |        | |
| Votos válidos                      | Votos válidos                      | 83.232  | 95,54 |        | |
| Votos en blanco                    | Votos en blanco                    | 3.755   | 4,31  |        | |
| Votos anulados                     | Votos anulados                     | 131     | 0,15  |        | |
| Total de votos                     | Total de votos                     | 87.118  | 100   |        | |
| Votantes registrados/participación | Votantes registrados/participación | 106.317 | 81.94 |        | |
| Fuente:                            |                                    |         |       |        | |

### Cámara de Senadores
| Partido                            | Partido                            | Votos   | %     | Bancas |
| ---------------------------------- | ---------------------------------- | ------- | ----- | ------ |
|                                    | Partido Justicialista              | 44.029  | 52,84 | 11/16  |
|                                    | Movimiento Popular Catamarqueño    | 15.951  | 19,14 | 3/16   |
|                                    | Unión Cívica Radical               | 15.295  | 18,35 | 2/16   |
|                                    | Frente de Liberación               | 2.411   | 2,89  |        |
|                                    | Partido Demócrata                  | 2.052   | 2,46  |        |
|                                    | Alianza Popular Revolucionaria     | 1.442   | 1,73  |        |
|                                    | Nueva Fuerza                       | 1.173   | 1,41  |        |
|                                    | Frente de Izquierda Popular        | 595     | 0,71  |        |
|                                    | Partido Socialista                 | 382     | 0,46  |        |
|                                    |                                    |         |       |        |
| Votos válidos                      | Votos válidos                      | 83.330  | 95,66 |        |
| Votos en blanco                    | Votos en blanco                    | 3.699   | 4,20  |        |
| Votos anulados                     | Votos anulados                     | 120     | 0,14  |        |
| Total de votos                     | Total de votos                     | 87.149  | 100   |        |
| Votantes registrados/participación | Votantes registrados/participación | 106.317 | 81,97 |        |
| Fuente:                            |                                    |         |       |        |

#### Resultados por circunscripciones
| 1ª Circunscripción 4 Senadores (Capital, Valle Viejo, Fray M. Esquiú y Ambato) | 1ª Circunscripción 4 Senadores (Capital, Valle Viejo, Fray M. Esquiú y Ambato) | 1ª Circunscripción 4 Senadores (Capital, Valle Viejo, Fray M. Esquiú y Ambato) | 1ª Circunscripción 4 Senadores (Capital, Valle Viejo, Fray M. Esquiú y Ambato) | 1ª Circunscripción 4 Senadores (Capital, Valle Viejo, Fray M. Esquiú y Ambato) | 1ª Circunscripción 4 Senadores (Capital, Valle Viejo, Fray M. Esquiú y Ambato)   |
| Partido                                                                        | Partido                                                                        | Votos                                                                          | %                                                                              | Bancas                                                                         | Electos                                                                          |
| ------------------------------------------------------------------------------ | ------------------------------------------------------------------------------ | ------------------------------------------------------------------------------ | ------------------------------------------------------------------------------ | ------------------------------------------------------------------------------ | -------------------------------------------------------------------------------- |
|                                                                                | Partido Justicialista                                                          | 18.111                                                                         | 48,54                                                                          | 3/4                                                                            | - Ricardo María Diego Moreno - Julio Ernesto Pereyra - Domingo Máximo Bracamonte |
|                                                                                | Movimiento Popular Catamarqueño                                                | 9.576                                                                          | 25,66                                                                          | 1/4                                                                            | - Miguel Enrique Ferradás                                                        |
|                                                                                | Unión Cívica Radical                                                           | 5.278                                                                          | 14,15                                                                          |                                                                                |                                                                                  |
|                                                                                | Partido Demócrata                                                              | 1.327                                                                          | 3,56                                                                           |                                                                                |                                                                                  |
|                                                                                | Alianza Popular Revolucionaria                                                 | 968                                                                            | 2,59                                                                           |                                                                                |                                                                                  |
|                                                                                | Frente de Liberación                                                           | 926                                                                            | 2,48                                                                           |                                                                                |                                                                                  |
|                                                                                | Nueva Fuerza                                                                   | 615                                                                            | 1,65                                                                           |                                                                                |                                                                                  |
|                                                                                | Frente de Izquierda Popular                                                    | 256                                                                            | 0,69                                                                           |                                                                                |                                                                                  |
|                                                                                | Partido Socialista                                                             | 255                                                                            | 0,68                                                                           |                                                                                |                                                                                  |
|                                                                                |                                                                                |                                                                                |                                                                                |                                                                                |                                                                                  |
| Votos válidos                                                                  | Votos válidos                                                                  | 37.312                                                                         | 94,89                                                                          |                                                                                |                                                                                  |
| Votos en blanco                                                                | Votos en blanco                                                                | 1.966                                                                          | 5,00                                                                           |                                                                                |                                                                                  |
| Votos anulados                                                                 | Votos anulados                                                                 | 42                                                                             | 0,11                                                                           |                                                                                |                                                                                  |
| Total de votos                                                                 | Total de votos                                                                 | 39.320                                                                         | 100                                                                            |                                                                                |                                                                                  |
| Votantes registrados/participación                                             | Votantes registrados/participación                                             | 46.389                                                                         | 84,76                                                                          |                                                                                |                                                                                  |
| 2ª Circunscripción 3 Senadores (El Alto, Paclín y Santa Rosa)                  |                                                                                |                                                                                |                                                                                |                                                                                |                                                                                  |
| Partido                                                                        | Partido                                                                        | Votos                                                                          | %                                                                              | Bancas                                                                         | Electos                                                                          |
|                                                                                | Partido Justicialista                                                          | 2.955                                                                          | 50,39                                                                          | 2/3                                                                            | - Juan Manuel Salas - Carlos Alberta Marenco                                     |
|                                                                                | Unión Cívica Radical                                                           | 1.599                                                                          | 27,27                                                                          | 1/3                                                                            | - Genaro Leiva                                                                   |
|                                                                                | Movimiento Popular Catamarqueño                                                | 699                                                                            | 11,92                                                                          |                                                                                |                                                                                  |
|                                                                                | Alianza Popular Revolucionaria                                                 | 197                                                                            | 3,36                                                                           |                                                                                |                                                                                  |
|                                                                                | Frente de Liberación                                                           | 158                                                                            | 2,69                                                                           |                                                                                |                                                                                  |
|                                                                                | Nueva Fuerza                                                                   | 110                                                                            | 1,88                                                                           |                                                                                |                                                                                  |
|                                                                                | Partido Demócrata                                                              | 72                                                                             | 1,23                                                                           |                                                                                |                                                                                  |
|                                                                                | Partido Socialista                                                             | 39                                                                             | 0,67                                                                           |                                                                                |                                                                                  |
|                                                                                | Frente de Izquierda Popular                                                    | 35                                                                             | 0,60                                                                           |                                                                                |                                                                                  |
|                                                                                |                                                                                |                                                                                |                                                                                |                                                                                |                                                                                  |
| Votos válidos                                                                  | Votos válidos                                                                  | 5.864                                                                          | 96,53                                                                          |                                                                                |                                                                                  |
| Votos en blanco                                                                | Votos en blanco                                                                | 188                                                                            | 3,09                                                                           |                                                                                |                                                                                  |
| Votos anulados                                                                 | Votos anulados                                                                 | 23                                                                             | 0,38                                                                           |                                                                                |                                                                                  |
| Total de votos                                                                 | Total de votos                                                                 | 6.075                                                                          | 100                                                                            |                                                                                |                                                                                  |
| Votantes registrados/participación                                             | Votantes registrados/participación                                             | 7.662                                                                          | 79,29                                                                          |                                                                                |                                                                                  |
| 3ª Circunscripción 3 Senadores (Ancasti, Capayán y La Paz)                     |                                                                                |                                                                                |                                                                                |                                                                                |                                                                                  |
| Partido                                                                        | Partido                                                                        | Votos                                                                          | %                                                                              | Bancas                                                                         | Electos                                                                          |
|                                                                                | Partido Justicialista                                                          | 6.029                                                                          | 54,67                                                                          | 2/3                                                                            | - Luis Beltrán Macedo - Dirceo Montenego                                         |
|                                                                                | Movimiento Popular Catamarqueño                                                | 2.294                                                                          | 20,80                                                                          | 1/3                                                                            | - Pablo Ismael Rizo                                                              |
|                                                                                | Unión Cívica Radical                                                           | 1.884                                                                          | 17,09                                                                          |                                                                                |                                                                                  |
|                                                                                | Frente de Liberación                                                           | 306                                                                            | 2,78                                                                           |                                                                                |                                                                                  |
|                                                                                | Partido Demócrata                                                              | 256                                                                            | 2,32                                                                           |                                                                                |                                                                                  |
|                                                                                | Nueva Fuerza                                                                   | 123                                                                            | 1,12                                                                           |                                                                                |                                                                                  |
|                                                                                | Frente de Izquierda Popular                                                    | 62                                                                             | 0,56                                                                           |                                                                                |                                                                                  |
|                                                                                | Alianza Popular Revolucionaria                                                 | 42                                                                             | 0,38                                                                           |                                                                                |                                                                                  |
|                                                                                | Partido Socialista                                                             | 31                                                                             | 0,28                                                                           |                                                                                |                                                                                  |
|                                                                                |                                                                                |                                                                                |                                                                                |                                                                                |                                                                                  |
| Votos válidos                                                                  | Votos válidos                                                                  | 11.027                                                                         | 95,06                                                                          |                                                                                |                                                                                  |
| Votos en blanco                                                                | Votos en blanco                                                                | 553                                                                            | 4,77                                                                           |                                                                                |                                                                                  |
| Votos anulados                                                                 | Votos anulados                                                                 | 20                                                                             | 0,17                                                                           |                                                                                |                                                                                  |
| Total de votos                                                                 | Total de votos                                                                 | 11.600                                                                         | 100                                                                            |                                                                                |                                                                                  |
| Votantes registrados/participación                                             | Votantes registrados/participación                                             | 14.303                                                                         | 81,10                                                                          |                                                                                |                                                                                  |
| 4ª Circunscripción 3 Senadores (Santa María, Andalgalá y Pomán)                |                                                                                |                                                                                |                                                                                |                                                                                |                                                                                  |
| Partido                                                                        | Partido                                                                        | Votos                                                                          | %                                                                              | Bancas                                                                         | Electos                                                                          |
|                                                                                | Partido Justicialista                                                          | 7.911                                                                          | 55,97                                                                          | 2/3                                                                            | - Héctor Hernán Delgadino - Mauro Benjamín Faciano                               |
|                                                                                | Movimiento Popular Catamarqueño                                                | 2.724                                                                          | 19,27                                                                          | 1/3                                                                            | - Jorge Raúl Soria                                                               |
|                                                                                | Unión Cívica Radical                                                           | 2.473                                                                          | 17,50                                                                          |                                                                                |                                                                                  |
|                                                                                | Frente de Liberación                                                           | 384                                                                            | 2,72                                                                           |                                                                                |                                                                                  |
|                                                                                | Partido Demócrata                                                              | 185                                                                            | 1,31                                                                           |                                                                                |                                                                                  |
|                                                                                | Frente de Izquierda Popular                                                    | 145                                                                            | 1,03                                                                           |                                                                                |                                                                                  |
|                                                                                | Alianza Popular Revolucionaria                                                 | 135                                                                            | 0,96                                                                           |                                                                                |                                                                                  |
|                                                                                | Nueva Fuerza                                                                   | 121                                                                            | 0,86                                                                           |                                                                                |                                                                                  |
|                                                                                | Partido Socialista                                                             | 56                                                                             | 0,40                                                                           |                                                                                |                                                                                  |
|                                                                                |                                                                                |                                                                                |                                                                                |                                                                                |                                                                                  |
| Votos válidos                                                                  | Votos válidos                                                                  | 14.134                                                                         | 96,95                                                                          |                                                                                |                                                                                  |
| Votos en blanco                                                                | Votos en blanco                                                                | 421                                                                            | 2,89                                                                           |                                                                                |                                                                                  |
| Votos anulados                                                                 | Votos anulados                                                                 | 23                                                                             | 0,16                                                                           |                                                                                |                                                                                  |
| Total de votos                                                                 | Total de votos                                                                 | 14.578                                                                         | 100                                                                            |                                                                                |                                                                                  |
| Votantes registrados/participación                                             | Votantes registrados/participación                                             | 18.136                                                                         | 80,38                                                                          |                                                                                |                                                                                  |
| 5ª Circunscripción 3 Senadores (Belén, Tinogasta y Antofagasta de la Sierra)   |                                                                                |                                                                                |                                                                                |                                                                                |                                                                                  |
| Partido                                                                        | Partido                                                                        | Votos                                                                          | %                                                                              | Bancas                                                                         | Electos                                                                          |
|                                                                                | Partido Justicialista                                                          | 9.023                                                                          | 60,18                                                                          | 2/3                                                                            | - Antonio Onésimo Saadi - Julio César Balverdi                                   |
|                                                                                | Unión Cívica Radical                                                           | 4.061                                                                          | 27,09                                                                          | 1/3                                                                            | - Juan Gilberto Vega                                                             |
|                                                                                | Movimiento Popular Catamarqueño                                                | 658                                                                            | 4,39                                                                           |                                                                                |                                                                                  |
|                                                                                | Frente de Liberación                                                           | 637                                                                            | 4,25                                                                           |                                                                                |                                                                                  |
|                                                                                | Partido Demócrata                                                              | 212                                                                            | 1,41                                                                           |                                                                                |                                                                                  |
|                                                                                | Nueva Fuerza                                                                   | 204                                                                            | 1,36                                                                           |                                                                                |                                                                                  |
|                                                                                | Alianza Popular Revolucionaria                                                 | 100                                                                            | 0,67                                                                           |                                                                                |                                                                                  |
|                                                                                | Frente de Izquierda Popular                                                    | 97                                                                             | 0,65                                                                           |                                                                                |                                                                                  |
|                                                                                | Partido Socialista                                                             | 1                                                                              | 0,01                                                                           |                                                                                |                                                                                  |
|                                                                                |                                                                                |                                                                                |                                                                                |                                                                                |                                                                                  |
| Votos válidos                                                                  | Votos válidos                                                                  | 14.993                                                                         | 96,26                                                                          |                                                                                |                                                                                  |
| Votos en blanco                                                                | Votos en blanco                                                                | 571                                                                            | 3,67                                                                           |                                                                                |                                                                                  |
| Votos anulados                                                                 | Votos anulados                                                                 | 12                                                                             | 0,08                                                                           |                                                                                |                                                                                  |
| Total de votos                                                                 | Total de votos                                                                 | 15.576                                                                         | 100                                                                            |                                                                                |                                                                                  |
| Votantes registrados/participación                                             | Votantes registrados/participación                                             | 19.827                                                                         | 78,56                                                                          |                                                                                |                                                                                  |